# 三郷市斎場

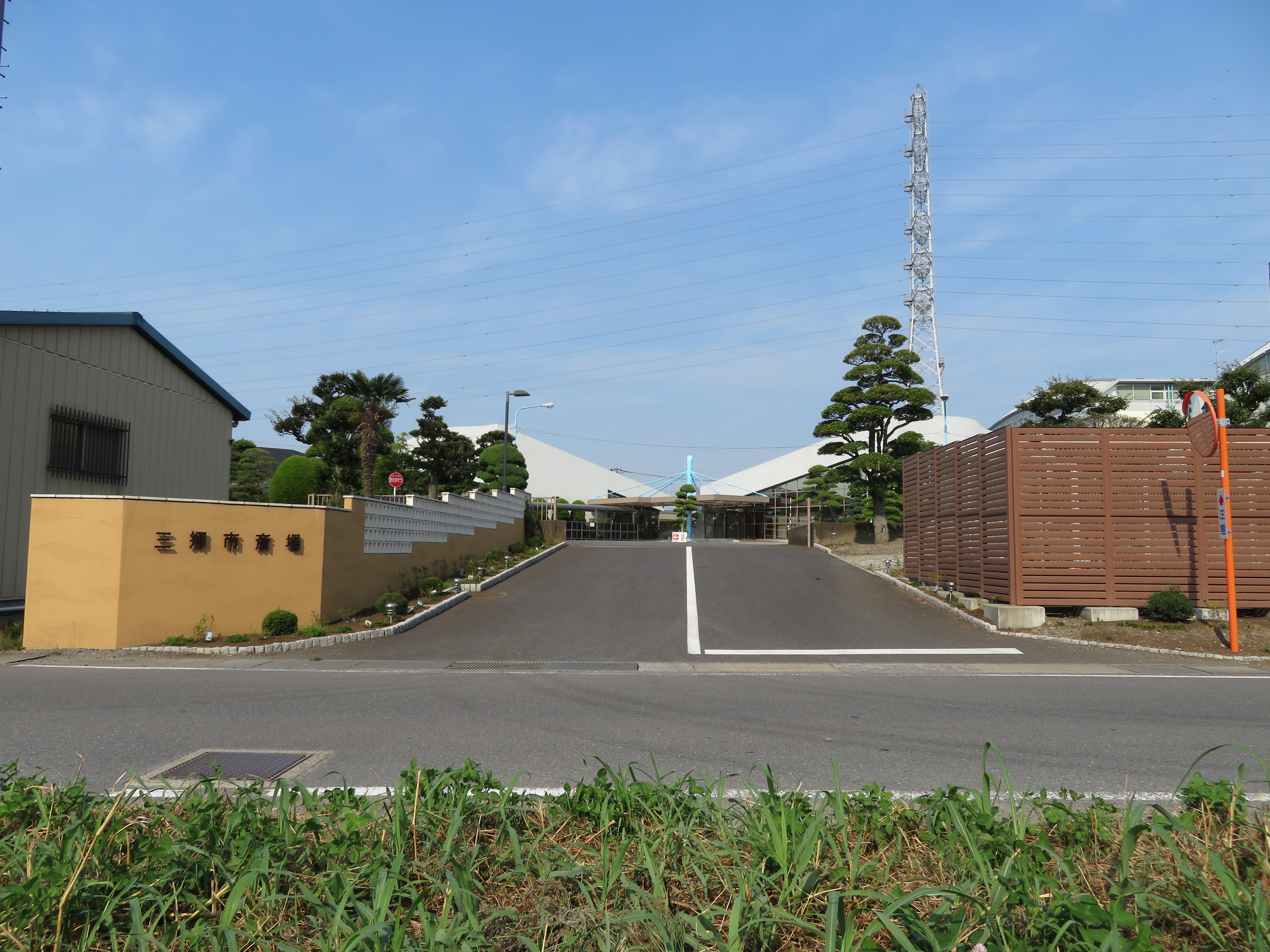
三郷市斎場

三郷市斎場（みさとしさいじょう）は、埼玉県三郷市にある市営斎場である。

## 歴史
1956年に誕生した三郷村は当時1.7万人の人口であったが、急速な人口増加により、1964年には三郷町、1972年には人口5万人を超え、三郷市となった。
1973年には武蔵野線三郷駅が開業し、さらなる人口増加が見込まれたことから、市営斎場の建設に踏み切った。
1978年6月竣工し、7月1日より稼働開始した。
なお、2023年現在の市人口は14万人を超えている。
1990年には別館が開館した。

## データ
所在地　三郷市茂田井15番地
- 火葬炉 4基
- 収骨室 2室
- 安置室 1室